# コッリ・デル・トロント
コッリ・デル・トロント（伊: Colli del Tronto）は、イタリア共和国マルケ州アスコリ・ピチェーノ県にある、人口約3,700人の基礎自治体（コムーネ）。

## 地理

### 位置・広がり
アスコリ・ピチェーノ県東部のコムーネ。トロント川河口のポルト・ダスコリから西南西へ12km、県都アスコリ・ピチェーノから東へ14kmの距離にある。
町域の南をトロント川が流れており、対岸はテーラモ県（アブルッツォ州）である。

#### 隣接コムーネ
隣接するコムーネは以下の通り。TEはテーラモ県所属。
- カストラーノ - 北
- スピネートリ - 東
- アンカラーノ (TE) - 南
- アスコリ・ピチェーノ - 西

### 地勢
- トロント川

### 気候分類・地震分類
コッリ・デル・トロントにおけるイタリアの気候分類 (it) および度日は、zona D, 1495 GGである。
また、イタリアの地震リスク階級 (it) では、zona 2 (sismicità media) に分類される。

## 行政

### 分離集落
コッリ・デル・トロントには、以下の分離集落（フラツィオーネ）がある。
- Casaregnano, Case Sparse, Contrada la Rocca, Vallicella, Villa San Giuseppe, Villa Speca, Vivare